# Даниел Бачорски
Даниел Йорданов Бачорски  е български предприемач и инфлуенсър, собственик на фирма за професионално почистване.

## Биография
Роден е на 17 май 1988 г. в гр. София, в семейството на Олга Щилянова и Йордан Бачорски. Има трима братя и сестра. Завършва средното си образование през 2007 г. в 93-то СОУ в гр. София, а през 2011 г. завършва специалност „Международни икономически отношения“ в Международно висше бизнес училище – Ботевград. Специализира и в Лондон.
През 2008 г. основава заедно със своите братя фирмата за професионално почистване „Бонанза-Бачорски“ в София. Компанията се разраства и оперира на територията на цялата страна. Участник е като лектор и мотиватор в различни обучителни форуми и събития, на които споделя своя опит в бизнеса.
Познат е и като участник в няколко тв предавания, включително в два пълни епизода на предаването „Шеф под прикритие“ (в третия и четвъртия сезон), което се излъчва по Нова телевизия. Участва в седмия сезон на "Hell's Kitchen България", "Traitors: Игра на предатели", "Муха в супата" и в собственото му риалити "Бачорски и златната ябълка" Има изяви и във „Фермата“ и „Семейни войни“. Играе и малка роля в българския филм „Борсови играчи“, който излиза на екран през 2022 г.
Има двама синове и една дъщеря.